# Rica-tó
A Rica-tó (abházul: Риҵа [Rica], grúzul: რიწა, oroszul: Рица [Rica]) a Kaukázusban, a Nagy-Kaukázus déli oldalán, Abháziában, vagy másként Grúzia északnyugati részén található, körülvéve vegyes hegyi erdőkkel, szubalpin rétekkel. A vize hideg, de tiszta. A környező hegyek magassága a 2200–3500 m között van. A tó körül találhatóak lombhullató erdők, örökzöld puszpángligetek, valamint sok a nordmann fenyő, némelyik több mint 70 méter magasra is megnő.
1930-ban hozták létre a Rica természetvédelmi területet (162,89 km²), hogy megvédje a környező vidék természetes állapotát.
1936-ban épült a Fekete-tenger partjáról idevezető közút. A tó a szovjet időszakban nagy turisztikai vonzerővel bírt az orosz turisták körében.
A Rica-tó az egyik legmélyebb tó Grúzia területén (116 m) és gazdag pisztrángban is. A terület éves átlagos hőmérséklete 7,8 °C (január -1,1 °C, augusztus 17,8 °C). Az átlagos éves csapadékmennyiség 2000–2200 mm között van, a tél időnként havas, a nyár meleg.
A Rica-tavat hat folyó táplálja, a Jupsara folyó biztosítja a természetes vízelvezetést. Az Avadhara üdülőhely északkeletre fekszik a tóparttól. A néhai grúz származású szovjet vezető, Sztálin nyaralója (dácsa) a tónál épült fel, ez ma az abház kormány tulajdona.

## Legendák

### A „Rica” név eredete
A régi időkben a mai tó partján élt egy lány, Rica a három testvérével (Agepsta, Atsetuka, Psegiska). Rica legeltette az állatokat a völgyben, míg a testvérei vadásztak a magas hegyek közt, majd visszatértek a völgybe az esti órákban, ahol ettek, énekeltek.
Egyszer a testvérek túl messzire mentek a hegyekben, bár Rica énekelt, még így is elszakadtak egymástól. Erdei rablók Géga, Jupsara az énekszót hallva, úgy döntöttek, hogy elrabolják. Jupsara el is kapta Ricát, és elindult lefelé vele a völgybe, míg a másik haramia, Géga oldalról takarta, illetve segített befogni a lány száját. Ennek ellenére Rica testvérei meghallották a sírását, és siettek a segítségére.
Psegiska egy kardot dobott a rablók felé, de az átrepülve a folyó felett – mely színültig tele volt vízzel – beleesett a tóba. Ekkor Rica kitört a rabló Jupsara szorításából, ám eközben belezuhant a tóba, és a testvérei nem tudtak neki segíteni, így a lány belefulladt. Ekkor Psegiska mérgében az egyik rablót, Jupsarát dobta a tóba, de a Rica-tó vize nem fogadta be, kivetette őt, s Psegiska kardját is, és a víz magával ragadta a tengerbe. Géga ugyan futott Jupsara után, de nem sikerült utolérnie.
Testvérei meggyászolták Ricát, és a hegyekben a mai napig óvják, védik Rica nyughelyét.

### Viszlát, Szülőföld!
Az 1930-as években Sztálin nyaralójának építése során a katonák szállították az építési anyagokat. Egyszer, az egyik legveszélyesebb helyen egy tehergépkocsi megcsúszott és lezuhant a mélységbe. Állítólag a sofőr így kiáltott fel: „Isten veled, hazám!” („Прощай, Родина!”). Ebből származik a hely neve, a „Viszlát, szülőföldem!” a gépjárművezetők körében.

## Képgaléria

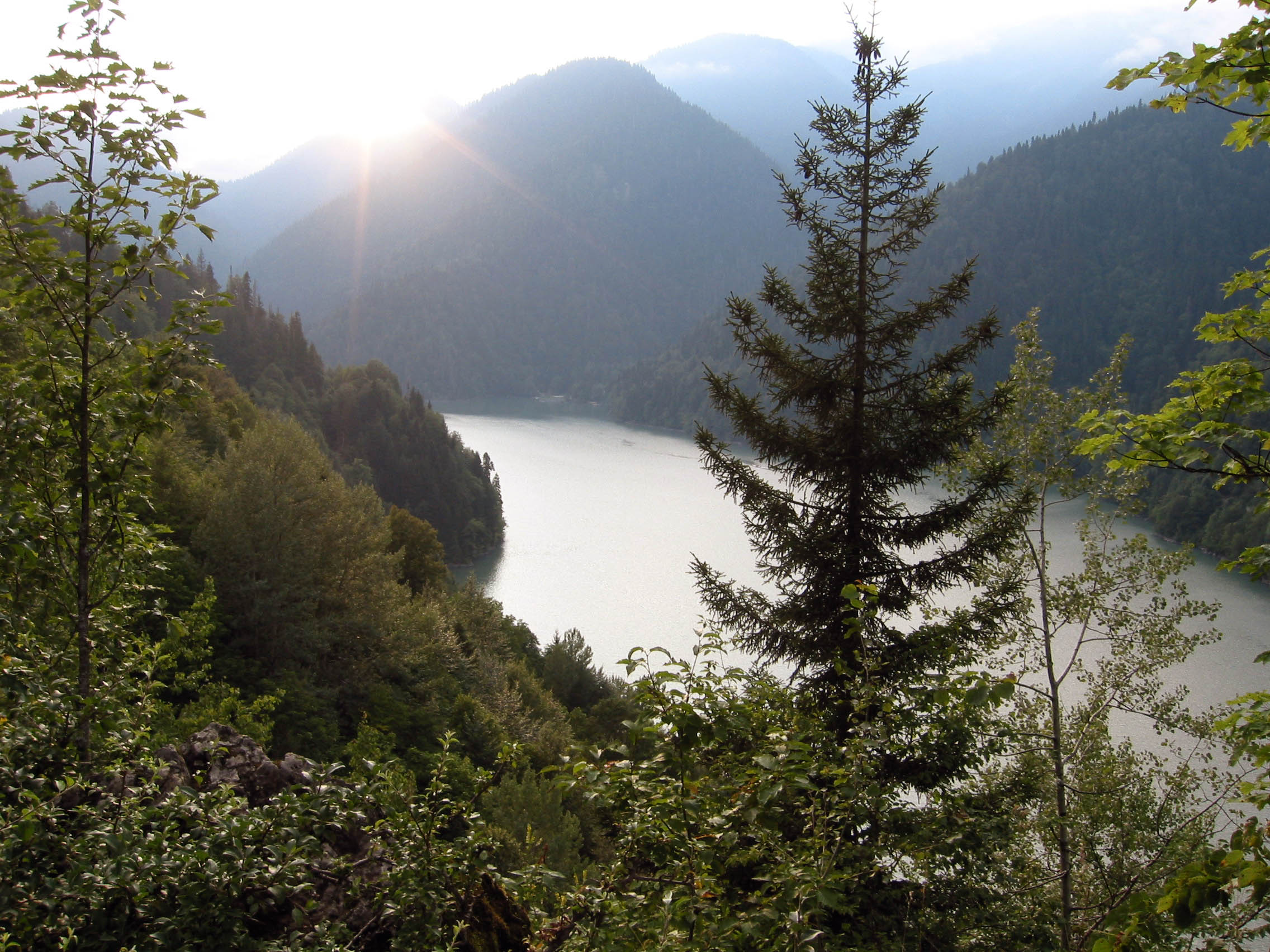
Rica-tó
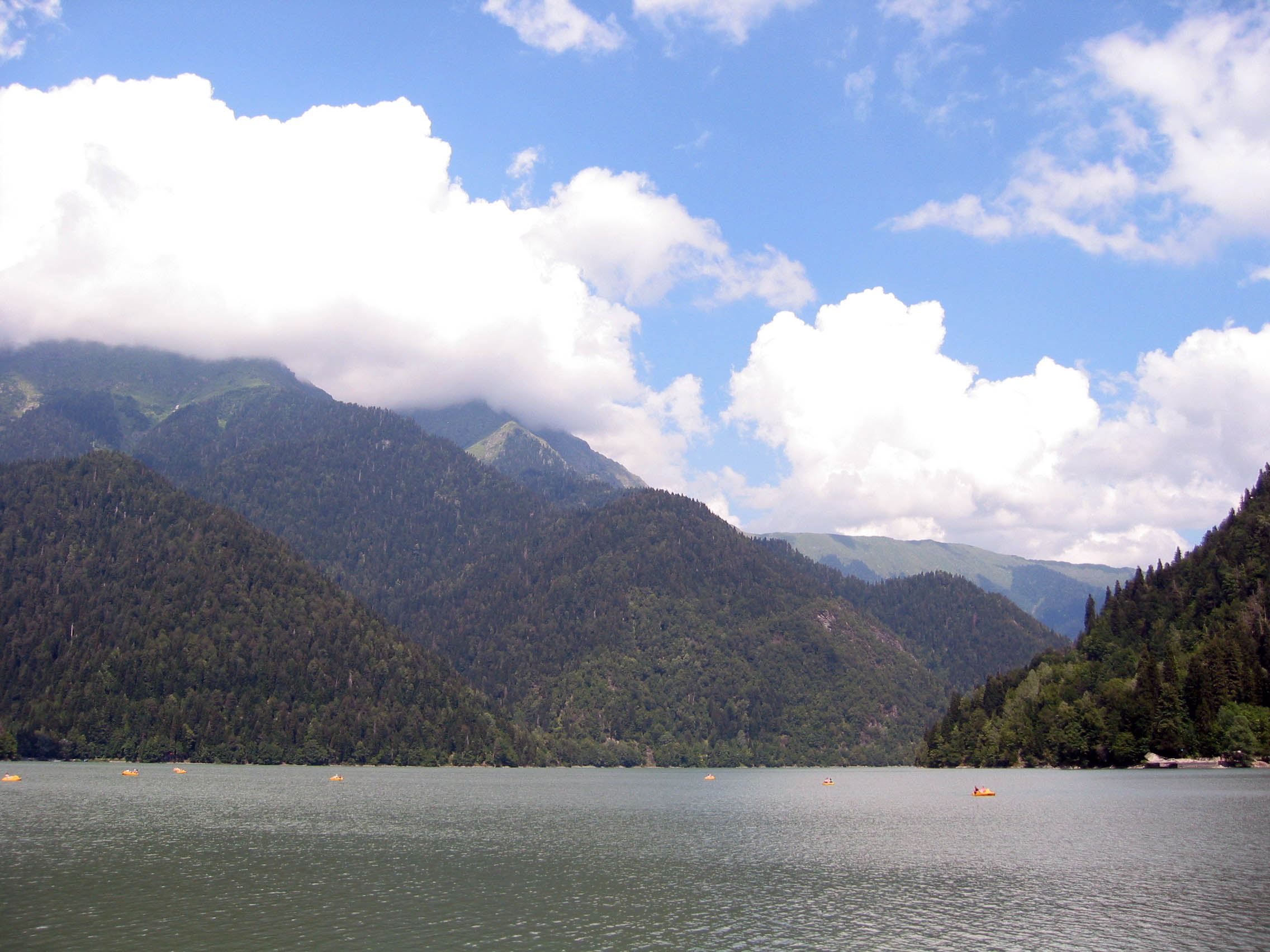
Turisták csónakáznak a Rica-tavon
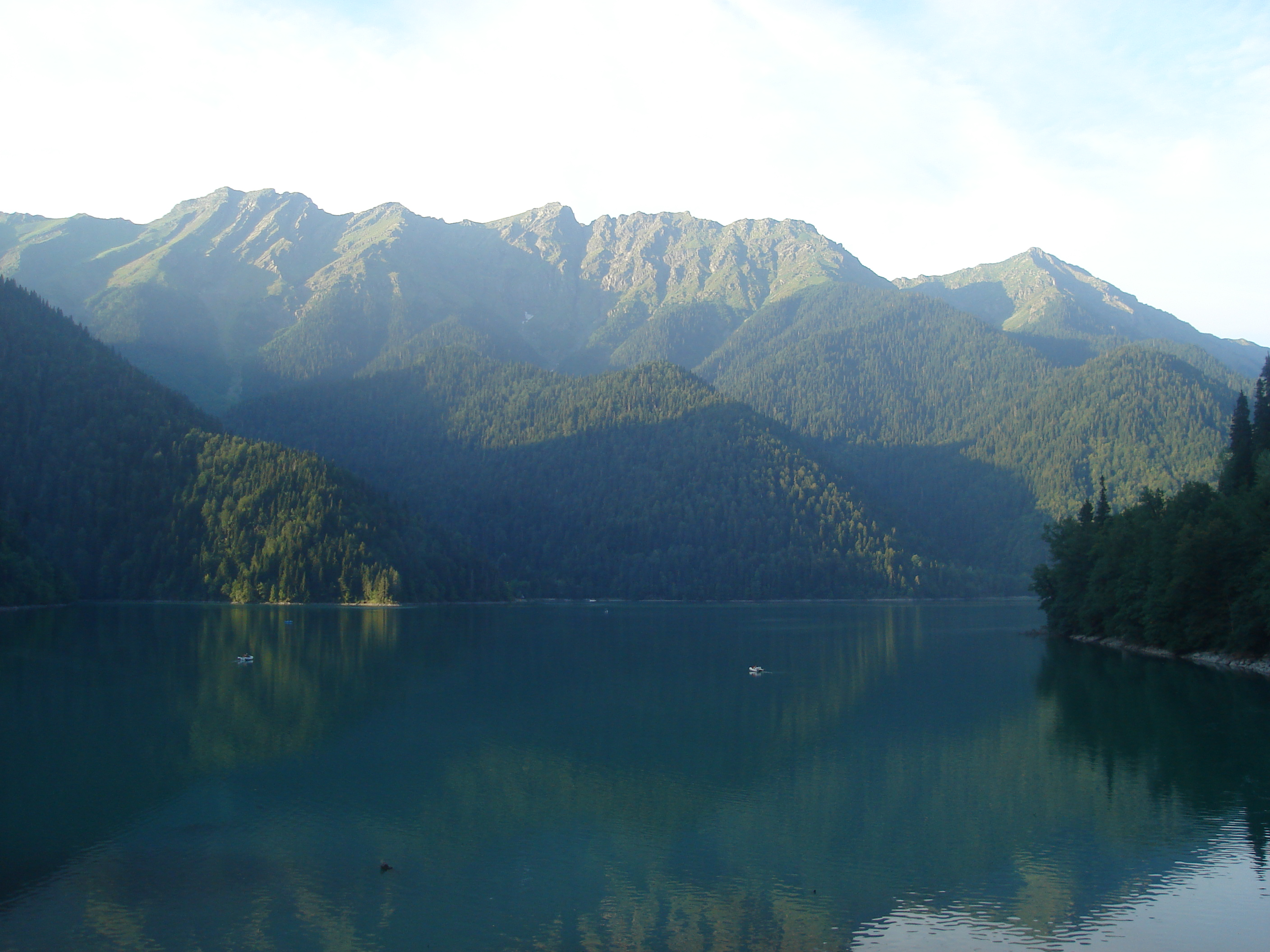
A hegyek övezte tó
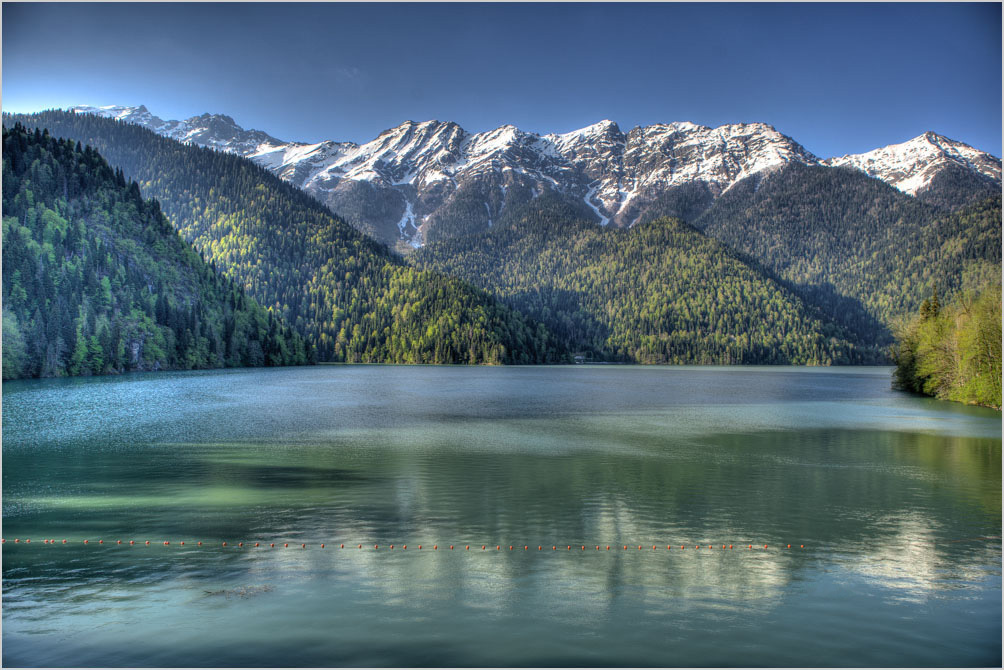
A Rica-tó 2013-ban

## Fordítás
Ez a szócikk részben vagy egészben  a   Lake Ritsa című angol Wikipédia-szócikk fordításán alapul.  Az eredeti cikk szerkesztőit annak laptörténete sorolja fel. Ez a jelzés csupán a megfogalmazás eredetét és a szerzői jogokat jelzi, nem szolgál a cikkben szereplő információk forrásmegjelöléseként.